# Lepidostomatidae
De Lepidostomatidae zijn een familie van schietmotten.

## Onderfamilies
- Lepidostomatinae
- Theliopsychinae

## In Nederland waargenomen soorten
- Genus: Crunoecia
  - Crunoecia irrorata
- Genus: Lepidostoma
  - Lepidostoma basale
  - Lepidostoma hirtum